# Katarina Kämpe
Katarina Kämpe, född 1965, är en svensk ämbetsman, som sedan 2018 är kommundirektör i Täby kommun, efter att haft samma ämbete i Sollentuna kommun 2012-2018.
Andra ämbeten hon haft är bland annat som länsöverdirektör vid Länsstyrelsen i Stockholms län, ställföreträdande generaldirektör vid PTS och avdelningsdirektör vid Försvarsmaktens högkvarter. 
Efter landshövding Per Unckels bortgång var hon under perioden 20 september-31 december 2011 även tillförordnad landshövding i Stockholms län.